# Oncopsis towadensis
Oncopsis towadensis är en insektsart som beskrevs av Matsumura 1912. Oncopsis towadensis ingår i släktet Oncopsis och familjen dvärgstritar. Inga underarter finns listade i Catalogue of Life.